# Dark Tranquillity
Dark Tranquillity er et svensk melodisk dødsmetal-band, der blev dannet i 1989 i Göteborg, Sverige under navnet Septic Broiler. De nåede dog kun at indspille en demo under dette navn før de i 1991 ændrede det til Dark Tranquillity og i 1993 udgav deres debutalbum Skydancer, der dog ikke blev nogen større succes. Ved udgivelsen af det mere tekniske album The Gallery i 1995, begyndte bandet at få mere succes i undergrunden og sammen med In Flames' The Jester Race og At the Gates' Slaughter of the Soul  blev The Gallery krediteret for at være en milepæl indenfor definitionen af melodisk dødsmetal. Ved udgivelsen af det femte album Projector begyndte bandet at lave få ændringer i deres stil blandt andet begyndte Mikael Stanne at synge med rene vokaler hvilket blev mødt med en del skepsis af inkarnerede metal-fans.
Sammen med In Flames og At the Gates var Dark Tranquillity en af pionererne indenfor "Göteborglyden", som kom til at udvikle sig til melodisk dødsmetal. De er i dag det ældste band på Göteborgscenen.

## Historie

### Som Septic Broiler og de tidlige år
December 1989 var en kedelig tid for guitaristerne Mikael Stanne og Niklas Sundin, som derfor besluttede sig at danne et band. Sammen med vokalist Anders Fridén, bassist Martin Henriksson og trommeslageren Anders Jivarp dannede de thrash metal-bandet Septic Broiler. Da ingen af medlemmerne nogensinde havde haft musikundervisning, krævede det, de øvede flere timer sammen hver dag.
I 1990 indspillede de så deres første demokassette Enfeebled Earth, der blev udgivet i cirka 100 eksemplarer, og i oktober optrådte bandet til deres første show i Göteborg med Ceremonial Oath, (der dengang gik under navnet Desecrator). Hovedsageligt blev de første koncerter i deres karrierer kun set af et publikum på omkring 20 stykker.
Året efter ændrede gruppen navn til Dark Tranquillity. Sundin udtalte i et interview, at de valgte navnet, da det passede bedre til sangteksternes atmosfære. Sammen med navnændringen skete der også et musikskifte fra thrash metal, til den lyd der senere blev kendt som melodisk dødsmetal eller "Göteborg-lyden."
Efterfølgende bestilte de tre dage i Studio Soundscape, for at indspille deres anden demo Trail of Life Decayed. I samarbejde med producerne Dragan Tanascovic og Stefan Lindgren sørgede de for, at demoen fik en mindre omdeling på 800 eksemplarer. I september og oktober spillede bandet et par koncerter med At the Gates, Dissection og Ceremonial Oath i deres hjemby.
Mellem januar og februar 1992 indspillede og udgav Dark Tranquillity epen A Moonclad Reflection, der udkom i over 1500 eksemplarer. De første versioner havde Slaughter Records-logoet på omslaget, og de andre versioner bar logoet fra Exhumed Productions. Begge versioner af A Moonclad Reflection blev genudgivet i Polen året efter gennem Carnage Records. I 1992 udgav det mexicanske pladeselskab Guttural Records deres gamle demo Trail of Life Decayed i et begrænset oplag på 1000 eksemplarer. Den havde dog bare et andet albumomslag og manglede den sidste sang "Void of Tranquillity." Også dette år optrådte bandet til en række koncerter, blandt andet med bandene Tiamat og Ceremonial Oath atter hjembyen. Den sidste koncert med vokalisten Anders Fridén fandt sted i efteråret 1992 i Valvet, Götborg, inden han valgte at slutte sig til In Flames i stedet for. Rytmeguitaristen Mikael Stanne, som havde lagt vokal til In Flames' album Lunar Strain, overtog rollen som vokalist i Dark Tranquillity. Fredrik Johansson blev derved rekrutteret, som ny rytmeguitarist.

### Skydancer(1993-1995)
I 1993 udgav Dark Tranquillity deres kassettebånd Tranquillity i 2000 eksemplarer, der indeholdt sporerne fra deres demoer Trail of Life Decayed og A Moonclad Reflection. Efter denne udgivelse skrev bandet kontrakt med det finske pladeselskab Spinefarm Records.
I maj 1993 vendte Dark Tranquillity atter tilbage til Studio Soundscape, og i samarbejde med producerne Dragan Tanascovic, Stefan Lindgren og gæstevokalisten Anna-Kajsa Avehall, gik de i gang med at indspille et album. I august 1993 blev debutalbummet Skydancer derved udgivet. På verdensplan blev det udgivet gennem Toy's Factory i Japan, og Fono Records i Rusland, mens Counter Attack producerede albummet i kassettebåndsversioner. Selve modtagelsen af Skydancer var meget mild og det skaffede ikke bandet nogen større succes.
Gruppens anden ep Of Chaos And Eternal Night blev udgivet i 1995. Sporerne 1-3 på ep'en blev indspillet og mikset i Studio Fredman mellem oktober og november 1994. Producerne til disse sange var Dark Tranquillity og Fredrik Nordström. Spor nummer 4 stammede fra deres debutalbum Skydancer, indspillet i Studio Soundscape i juni, 1993, og genindspillet med ny vokal i Studio Bohus i oktober 1994 med produceren Dragan Tanascovic og bandet selv. De første 2000 eksemplarer af Of Chaos And Eternal Night gennemgik en fejl i trykken, og manglede derfor sangteksterne på omslaget.

### The GalleryogThe Mind's I(1995-1998)
Bandets pladekontrakt med Spinefarm udløb, og de fik tilbudt en ny, men valgte i stedet at skrive kontrakt med det franske pladeselskab Osmose Productions. Derved tog Dark Tranquillity og produceren Fredrik Nordström i foråret 1995 til hans pladestudie, Studio Fredman, for at indspille deres andet album, The Gallery, som efterfølgende blev udgivet i november. Med Nordström som sessionskeyboardspiller, gæstevokalisten Eva-Marie Larsson og bandets eget arbejde med melodisk guitarspil og melodier blev albummet The Gallery positivt modtaget i undergrunden, og anses i dag for at være en tidlig milepæl indenfor melodisk dødsmetal. Efterfølgende tog bandet på turné med Six Feet Under, hvor deres første show udenfor Sverige blev holdt i Club "Rotation" i Köln, Tyskland.
I sommeren 1996 tog Dark Tranquillity atter til Studio Fredman for at indspille deres tredje album. De valgte under indspilningsprocessen også at lave en mini-cd med titlen Enter Suicidal Angels, der blev udgivet i 1996. Sangen "Archetype" skilte sig ud fra alle bandets andre sange, da den havde stor indflydelse fra electronica og techno. Det tredje album The Mind's I blev udgivet i 1997 gennem Osmose. Den musikalske stil var karakteriseret ved en blanding af metal og akustiske guitar passager. Eksempelvis i sangen "Insanity's Crescendo" hvor det ikke kun var blandingen, der blev lagt vægt på, men også balancen mellem Stannes og den kvindelige gæstevokalist Sara Svenssons stemme. Nogle få industrial musiske træk dukkede også op eksempelvis titelsporet. Selve modtagelsen af albummet var meget positivt, og det lykkedes derved at tiltrække flere fans i undergrunden. Bandet bidrog efterfølgende med en coverversion af Iron Maidens sang "22, Acacia Avenue" til deres hyldestalbummet, Made in Flames.
Samme år som udgivelsen af The Mind's I fandt sted, deltog Dark Tranquillity, sammen med Enslaved, Bewitched, Swordmaster, Demoniac og Dellamorte som hovednavne på World Domination-turnéen.

### Projector(1998-1999)
I 1998 gik bandet i studiet for at indspille deres næste album. Medlemmerne ønskede at lave et anderledes album, men havde dog ingen ideer om hvad det indebar. De bragte derfor alle deres ideer med ind i øvelseslokalet, og begyndte at skrive sange ud fra det. Efter indspilningerne valgte Fredrik Johansson at forlade bandet, da han havde for travlt med familie og andre ting. Martin Henriksson skiftede derfor fra bas til rytmeguitar, og det tidligere medlem af Luciferion, Michael Nicklasson blev rekrutteret som den nye bassist. Medlemmerne var dog en smule bekymret over den nye medlemsopstilling, da de ikke var sikre på om den kunne holde deres nuværende kvalitet. Niklas Sundin har dog senere udtalt, at det blev den stærkeste medlemsopstilling Dark Tranquillity havde haft. Samtidig ønskede gruppen også deres egen keyboardspiller, hvilket forårsagede at Martin Brändström sluttede sig til dem. Gruppen skiftede også efterfølgende til det tyske pladeselskab Century Media Records. De stillede dog kravene, at selskabet på ingen måde skulle have indflydelse på bandets fremgangsmåde med albumomslag osv. Century Medias opgave var simpelt bare at udgive albummene, hvilket pladeselskabet accepterede.
I 1999 færdiggjorde Dark Tranquillity albummet Projector, og udgav det gennem deres nye pladeselskab Century Media. Musikalsk eksperimenterede albummet med mere elektronisk lyd, og tog en ækvivalent afstand til melodisk dødsmetal, da de begyndte at bevæge sig længere væk fra den aggressive stil, og hen imod et mere melodisk fokus. Udover growl sang Stanne også med rene vokaler, og til indspilningerne deltog den kvindelige gæstevokalist Johanna Andersson også. Albummet blev, med sine nye ændringer, især brugen af rene vokaler, mødt med en del skepsis af de gamle metalfans, men tiltrak dog også nyere fans. Bandet begrundede at den musikalske ændring skyldtes de var ved at blive trætte af Göteborgscenen, og rygtet om at alle bandene bare var det samme. Mikael Stanne forklarede i et interview hvordan gruppen alligevel selv var overrasket over den positive modtagelse af pressen, da de troede at albummet ville blive upopulært, på grund af dets underlighed. Det lykkedes udover dette også for Projector at få en svensk grammy nominering.
I september 1999 tog Dark Tranquillity på turné i Japan, og senere samme år optrådte de til den italienske festival Gods Of Metal, hvor Iron Maiden stod som overskrifter. Optrædenen til festivalen foregik foran det største publikum, Dark Tranquillity nogensinde havde spillet for. Det hollandske band Ethereal Spawn fik tilladelse til at lave en coverversion af bandets sang "Punish My Heaven" til deres debutalbum.

### Haven(2000-2001)
I 2000 udgav bandet deres femte studiealbum Haven, der musikalsk eksperimenterede endnu mere med elektroniske elementer, end det forrige. Sundin forklarede i et interview at siden de havde fået en fast keyboardspiller med i bandet, ønskede de at lægge endnu mere vægt på den elektroniske del af musikken. Forskellen fra den tidligere udgivelse var dog, at vokalstilen var mere traditionel til melodisk dødsmetal. Til den japanske version var sangen "Cornered" tilføjet som bonusnummer. Albummet modtog en nogenlunde respons fra pressen og fansene. Gennem september tog Dark Tranquillity på Europaturné sammen med In Flames, Sentenced og To/Die/For. Disse optrædener blev også fulgt op af nogle få shows i Mexico. Under turnéen blev de to tidligere udgivelser Skydancer og Of Chaos and Eternal Night, slået sammen og udgivet under navnet Skydancer/Of Chaos and Eternal Night.
Med Children of Bodom som overskrifter tog bandet på deres anden Japan-turné i april 2001. Da de vendte tilbage til Europa, optrådte de på den tyske metalfestival Wacken Open Air, og havde efterfølgende deres første show i Istanbul, Tyrkiet, i oktober sammen med bandene Dishearten og Affliction. Anders Jivarp skadede dog sit håndled, og Lefays trommeslager Robin Engström overtog midlertidig hans plads.

### Damage Done(2002-2005)
I august 2002 udgav bandet deres album Damage Done som var det sidste med produceren Fredrik Nordström. Musikalsk var albummet en del hårdere end de to tidligere og mere eksperimenterende udgivelser. Mikael Stanne udtalte i et interview at de ønskede larmende numre med tonsvis af melodier og komplekse arrangementer. Udgivelsen opnåede en del succes og opmærksomhed i medierne, da albummet endte på Tyskland og Sveriges nationale hitlister. På grund af den større succes, havde gruppen flere optrædener i Europa, hvor de stod som overskrifter sammen med bandet Sinergy gennem november og december 2002. Året efter sluttede Dark Tranquillity sig også til den Nordamerikanske ekstremmetal turné, der fandt sted i januar og februar, hvor bands som Nile, Napalm Death, Strapping Young Lad og The Berzerker også deltog. Efterfølgende udgav de dvd'en Live Damage, der indeholdt en samling af optagelser fra indspilningerne i Kraków Krzemionki Studio TVP taget fra oktober 2002, fanindspilninger uddraget fra deres optrædener i Athen, Essen og Paris det samme år og reklameklip fra videoerne til sangene "Monochromatic Stains" og "ThereIn".
For at fejre deres femten års jubilæum i 2004 udgav bandet opsamlingsalbummet Exposures - In Retrospect And Denial, der bestod af to cd'er. Opsamlingsalbummet indeholdt spor fra deres tidlige demoer Trail Of Life Decayed og A Moonclad Reflection, sammen med bonusnumre og tre uudgivet sange ved navn "Static", "No One" og "In Sight", der var taget fra indspilningerne til de tre forrige udgivelser. I 2004 optrådte Niklas Sundin også som gæsteguitarist på bandet Sighs album Gallows Gallery. Dark Tranquillity havde på dette tidspunkt færdiggjort produktionen til en ny ep, hvis sange blev præsenteret på den fjerde Busan Rock Festival i Sydkorea, i august, 2004. I november udgav de så ep'en som fik navnet Lost to Apathy, hvis indhold bestod af 4 spor, en pauseskærm til computeren, (der også havde billeder fra bandets optræden tidligere på året) og et videoklip til sangen "Lost To Apathy," som også var inkluderet på deres kommende album. Ep'en fik en del succes, og endte på en plads 47 på den svenske hitliste over singler. I december turnerede bandet i Europa, på den såkaldte Hammered at Xmas turné, med andre svenske bands som The Haunted og Arch Enemy.

### Character(2005 -2007)
Dark Tranquillity fortsatte turnéen til USA i januar 2005, sammen med Soilwork og Hypocrisy. Samme måned blev deres syvende og selvproduceret album Character udgivet. Bandet ønskede med denne udgivelse at gå i en mere ekstrem retning, hvilket gjorde musikken vendte tilbage til de klassiske elementer, som aggression, fart, melodi og intelligente sangtekster. Albummet viste sig at være rimelig populært, og blev i Sverige placeret som nummer 3 på hitlisterne, og brød ind på den amerikanske liste Top Heatseekers på en plads nummer 45.
I februar tog Dark Tranquillity med på Enemy of God turnéen, hvor blandt andet Kreator stod som overskrifter. Martin Brändström optrådte derefter som gæstemusiker for bandet Tiamat, til deres optrædender i Europa. Senere på året blev Dark Tranquillitys tidligere albums The Gallery og The Mind's I genudgivet, med et væld af bonusmateriale. Til The Gallerys sporliste blev bandets coverversioner af Kreators "Bringer of Torture", Sacred Reichs "Sacred Reich", Iron Maidens "22 Acacia Avenue", Mercyful Fates "Lady in Black" og Metallicas "My Friend of Misery" tilføjet. I 2005 blev der lavet et opsamlingsalbum ved navn Code Red, med forskellige musikere, hvor Dark Tranquillitys sang "Lost To Apathy" var inkluderet. Albummet blev givet til det amerikanske marinekorps, der gjorde tjeneste i Mellemøsten.
Dark Tranquillity bekendtgjorde, at de i juni ville tage til Sydamerika og optræde i Chile, Guatemala, Mexico, Colombia, Argentina og Brasilien. Bandet afslørede senere deres planer for oktober og september, hvor de ville optræde i hele Skandinavien, Storbritannien, Frankrig, Belgien, Holland og Tyskland sammen med Arch Enemy og Trivium, men disse shows blev aflyst. I slutningen af 2006 tog Dark Tranquillity i studiet for at indspille næste album med deres nye producer Tue Madsen. Stanne forklarede valget af den nye producer, da han godt kunne lide hans arbejde, og udover dette havde The Haunted også anbefalet ham, og sagt han ville kunne forbedre deres musik endnu mere.

### Fiction(2007-2010)
I marts og april 2007 spillede Dark Tranquillity på Metal For The Masses turnéen sammen med The Haunted, Into Eternity og Scar Symmetry. Samtidig fandt udgivelsen af deres ottende album Fiction sted i april 2007. Musikalsk var albummet bygget op om melodisk dødsmetal med en indflydelse fra andre genre som inkluderede black metal, alternativ metal og darkwave. Udover dette bragte sangen "Misery's Crown" også et goth præg over albummet. På nummeret "The Mundane and the Magic" bidrog sangeren Nell Sigland fra Theatre of Tragedy, hvilket var den første siden Projector, der gjorde brug af kvindelige vokaler. Udover dette brugte Mikael Stanne også rensang igen, som ikke var set siden Haven fra 2000. Den japanske version af albummet indeholdt en ekstra sang ved navn "A Closer End," mens den australske udgaves sporliste havde det instrumentale nummer "Winter Triangle" inkluderet.
Instruktøren Roger Johansson indspillede efterfølgende en musikvideo til sangen "Focus Shift." Fiction blev taget godt i mod, og endte blandt andet som nummer 12 på deres hjemlands hitliste, og som nummer 15 på Top Heatseekers. Udover dette placerede PopMatters albummet som nummer 11 i deres kategori "The Best Metal Albums of 2007" (Bedste metal albums i 2007). I august 2007 optrådte bandet til metalfestivalen Summer Breeze Open Air i Dinkelsbühl, Tyskland, hvor blandt andet bands som Volbeat, Amon Amarth og Nightrage også optrådte. Den følgende måned spillede gruppen til nogle koncerter i deres hjemland sammen med Blofly og Sonic Syndicate. Dark Tranquillity sluttede sig efterfølgende til Eastpak Antidote turnéen, der gik gennem Europa, hvor bands som Soilwork, Sonic Syndicate og Caliban også var med. I oktober 2007 turnerede gruppen sammen med Iced Earth. I juni 2008 bekendtgjorde Dark Tranquillity de i oktober og november ville tage på deres Where Death is Most Alive turné, hvor deres kommende optræden i Milan ville blive optaget og udgivet på DVD.
På P2P netværket og Ebay dukkede der på et tidspunkt et opsamlingsalbum af Dark Tranquillity op ved navn A closer end. Dette viste sig senere at være en piratkopi med et falsk Century Media logo og ikke en officiel udgivelse fra bandet, som på deres officielle hjemmeside advarede imod det.

Den 23. august 2008 bekendtgjorde bassisten Michael Nicklasson, at han forlod bandet navnlig på grund af personlige årsager. Han understregede i dette tilfælde: 
| Citat                                               | Der er ingen fjendskab i bandet, det var en ting vi alle følte var bedst for D.T.. Nu vil jeg slappe af for et stykke tid, og derefter vil jeg se hvad fremtiden bringer. Jeg ønsker det bedste for resten af drengene i min gamle gruppe... | Citat |
| Michael Nicklasson om bruddet med Dark Tranquillity | |       |

Michael Håkansson fra Evergrey og Enge optrådte som midlertidig bassist for bandet til Loud from the South festivalen i Holland den 27. august 2008. Det blev i september bekræftet at den tidligere Soilwork bassist Daniel Antonsson overtog rollen som bassist på Dark Tranquillitys kommende turnéer. Antonsson blev dog hurtigt bekræftet som værende et officielt medlem af gruppen.

### We Are the Void(2010 - )
Dark Tranquillitys niende studiealbum We Are the Void, blev udgivet 24. februar 2010. Albummet blev produceret ligesom det foregående, Fiction, af Tue Madsen som også producerede for bl.a. Behemoth, Engel, Halford, Kataklysm og The Haunted. Den første sang fra albummet, Dream Oblivion, blev offentliggjort på bandets Myspace den 17. december 2009. Hele albummet blev gjort tilgængelig på Myspace fra den 19. februar og en uge frem.
I løbet af februar og marts 2010, turnerede bandet i USA sammen med Killswitch Engage og The Devil Wears Prada. I Sverige, spillede bandet den 29. januar på Bandit Rock Awards i Stockholm.
I januar 2013 blev det meddelt, at bandets tiende studiealbum Construct ville blive udgivet den 27 maj 2013. Albummet blev mixet af Jens Bogren, der tidligere har arbejdet med blandt andre Paradise Lost, Opeth og Katatonia, og ligesom tidligere album udgives dette af Century Media.

## Medlemmer
| - Mikael Stanne - Vokal - Niklas Sundin - Lead guitar - Martin Henriksson - Rytmeguitar, (Bas i perioden 1991-1998) - Anders Jivarp - Trommer - Martin Brändström - Keyboard - Daniel Antonsson - Bas - Fredrik Johansson - Guitar (1993-1998) - Anders Fridén - Vokal (1989-1993) - Michael Nicklasson - Bas (1998-2008) | - Robin Engström – Trommer (turné i 2001) - Anna-Kajsa Avehall (Skydancer) - Eva-Marie Larsson (The Gallery) - Sara Svensson (The Mind's I) - Johanna Andersson (Projector) - Nell Sigland (Fiction) |  |

## Diskografi
| - 1993: Skydancer - 1995: The Gallery - 1997: The Mind's I - 1999: Projector - 2000: Haven - 2002: Damage Done - 2005: Character - 2007: Fiction - 2010: We Are the Void - 2013: Construct - 2016: Atoma - 2020: Moment - 2000: Skydancer/Of Chaos and Eternal Night - 2004: Exposures - In Retrospect and Denial | - 1989: Enfeebled Earth - 1991: Trail of Life Decayed - 1992: A Moonclad Reflection - 1993: Tranquillity - 1995: Of Chaos and Eternal Night - 1996: Enter Suicidal Angels - 2004: Lost to Apathy |  |